# Bruce Broughton
Bruce Broughton (* 8. März 1945 in Los Angeles, Kalifornien) ist ein US-amerikanischer Filmmusikkomponist und Dirigent.

## Leben
Broughton wuchs auf Hawaii auf und schloss 1967 sein Musikstudium an der University of Southern California mit Auszeichnung ab. Bereits in den 60er- und 70er-Jahren machte er mit der Musik für verschiedene US-Fernsehserien auf sich aufmerksam, darunter Rauchende Colts, Quincy, Hawaii Five-0 oder Dallas.
1984 komponierte Broughton für den Film Krieg der Eispiraten seinen ersten Soundtrack für einen Kinofilm. Bereits im folgenden Jahr bekam er seine erste Oscar-Nominierung für den Film Silverado. Dies war sein Durchbruch in Hollywood und er komponierte fortan Filmmusiken für etablierte Regisseure. Besonders bekannt ist er für seine Musik zu mehreren Disney-Filmen. Er schrieb außerdem den Score für den Film Timekeeper, der bis 2006 im Disneyland lief.
Auch arbeitete Bruce Broughton mehrmals zusammen mit Michael Jackson; so schrieb er beispielsweise die Filmmusik für seinen Spielfilm 'Moonwalker' sowie die Langversionen des Musikvideos von 'Speed Demon'.
Daneben hat er sich als Dirigent mit Neuaufnahmen von klassischen Filmmusiken so bedeutender Kollegen wie Miklós Rózsa oder Bernard Herrmann verdient gemacht.
Derzeit konzentriert sich Broughton auf das Dirigieren für die „A Disney Celebration“ Konzertreihe, sowie seine Arbeit für die Trailermusikagentur 'A-List'.

## Werke (Auswahl)
- 1985: Silverado
- 1985: Das Geheimnis des verborgenen Tempels (Young Sherlock Holmes)
- 1987: Bigfoot und die Hendersons (Harry and the Hendersons)
- 1988: Moonwalker (Zusammenarbeit mit Michael Jackson)
- 1990: Narrow Margin – 12 Stunden Angst (Narrow Margin)
- 1991: Mein Weihnachtswunsch (All I Want for Christmas)
- 1992: Liebling, jetzt haben wir ein Riesenbaby (Honey, I Blew Up the Kid)
- 1992: Stay Tuned
- 1993: Tombstone
- 1993: Zurück nach Hause – Die unglaubliche Reise (Homeward Bound: The Incredible Journey)
- 1994: Das Wunder von Manhattan (Miracle on 34th Street)
- 1996: Hausarrest (House Arrest)
- 1998: Lost in Space
- 1998: Ruhm und Ehre (Glory & Honor)
- 2004: Micky, Donald, Goofy – Die drei Musketiere (Mickey, Donald, Goofy: The Three Musketeers)
- 2006: Bambi 2 – Der Herr der Wälder (Bambi II)

Seine Komposition für Heart of Darkness war die erste Orchestermusik für ein Videospiel.
Neben seinen Kompositionen für Film und Fernsehen hat Bruce Broughton auch mehrere Konzertstücke geschrieben. Zu diesen sind folgende zu zählen:
- The Magic Horn, für Orchester und Erzähler
- Concerto for Piccolo and Chamber Orchestra
- Concert Piece for Eight Trumpets

## Auszeichnungen
Bruce Broughton hat bislang folgende Auszeichnungen und Nominierungen erhalten:
- 10 Emmy-Awards
- 23 Emmy-Award-Nominierungen
- Eine Oscar-Nominierung (Academy-Award)
- Eine Grammy-Nominierung
- Einen Saturn-Award
- Soundtrack_Cologne Ehrenpreis 2017 (Lifetime Achievement Award)